# Bibiert Tumienow
Bibiert Tumienow (ur. 15 kwietnia 1997) − rosyjski bokser kategorii lekkopółśredniej, młodzieżowy mistrz świata z 2014 roku.

## Kariera amatorska
W kwietniu 2014 był uczestnikiem młodzieżowych mistrzostw świata w Sofii. W finałowej walce o złoty medal na młodzieżowych mistrzostwach pewnie pokonał reprezentanta Ukrainy Wiktora Petrowa.